# Jamie Farr

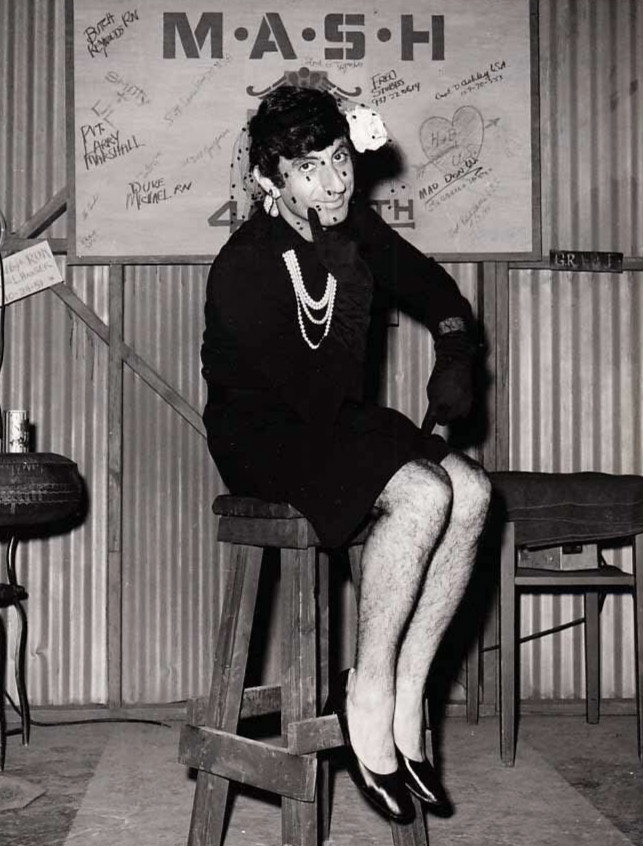
Jamie Farr (1975)

Jameel Joseph Farah (Toledo, Ohio, VS, 1 juli 1934) is een Amerikaans acteur, bekend geworden dankzij de serie M*A*S*H, waarin hij korporaal (later Sergeant) Klinger speelde. Ook speelde hij deze rol in de vervolgserie After MASH.

## Filmografie
- The Rooneys (Korte tv-special, 2010) - Rol onbekend
- A Grandpa for Christmas (Televisiefilm, 2007) - Adam
- The War at Home Televisieserie - Albert (Afl., No Weddings and a Funeral, 2007)
- A Month of Sundays (2001) - Par Sundquist
- Port Charles televisieserie - Ernie (Afl. onbekend, 1999)
- Mad About You televisieserie - Dry Cleaner (Afl., Millennium Bug, 1999)
- Diagnosis Murder televisieserie - Doug Hanson (Afl., Drill for Death, 1998)
- Hey Arnold! televisieserie - Mr. Wacko (Afl., The High Life/Best Friends, 1997, voice-over)
- You Snooze You Lose (1995) - Dr. Hanley
- Fearless Tiger (1994) - Sam Camille
- Speed Zone! (1989) - The Sheik
- Out of This World televisieserie - Artie (Afl., Go West, Young Mayor, 1988)
- Scrooged (1988) - Jacob Marley
- Murder, She Wrote televisieserie - Theo Wexler (Afl., A Little Night Work, 1988)
- Run Till You Fall (televisiefilm, 1988) - Michael Reuben
- Curse II: The Bite (1988) - Harry Morton
- Happy Hour (1987) - Crummy Fred
- Combat High (televisiefilm, 1986) - Col. Frierick
- For Love or Money (televisiefilm, 1984) - Larry Melody
- Cannonball Run II (1984) - The Sheik
- After MASH televisieserie - Maxwell Klinger (Afl. onbekend, 1983-1984)
- The Love Boat televisieserie - Rol onbekend (Afl., Prisoner of Love/Youth Takes a Holiday/Don't Leave Home Without It, 1983)
- M*A*S*H televisieserie - Cpl./Sgt. Maxwell 'Max' Q. Klinger (208 afl., 1972-1983)
- The Love Boat televisieserie - Rol onbekend (Afl., The Spoonmaker Diamond/Papa Doc/The Role Model/Julie's Tycoon: Part 1 & 2, 1982)
- Return of the Rebels (televisiefilm, 1981) - Mickey Fine
- The Cannonball Run (1981) - The Sheik
- Murder Can Hurt You (televisiefilm, 1980) - Studsky
- The Big Show televisieserie - Rol onbekend (Episode 1.3, 1980)
- Amateur Night at the Dixie Bar and Grill (televisiefilm, 1979) - Snuffy McCann
- The Love Boat televisieserie - Sugar Daddy (Afl., Computerman/Parlez-Vous/Memories of You, 1978)
- Barnaby Jones televisieserie - Marty Paris (Afl., Doomed Alibi, 1975)
- Lucas Tanner televisieserie - Police Officer (Afl., The Noise of a Quiet Weekend, 1975)
- Kolchak: The Night Stalker televisieserie - Jack Burton (Afl., Primal Scream, 1975)
- Barnaby Jones televisieserie - Man at Scrap Yard (Afl., Woman in the Shadows, 1974)
- Toma televisieserie - Rol onbekend (Afl., Indictment, 1974)
- The New Scooby-Doo Movies televisieserie - Rol onbekend (Afl. onbekend, 1973-1974)
- Arnold (1973) - Dybbi
- The Blue Knight (televisiefilm, 1973) - Yasser Hafiz
- Heavy Traffic (1973) - Rol onbekend
- Emergency! televisieserie - Alan Austen (2 afl., 1972, 1973, niet op aftiteling)
- The Streets of San Francisco televisieserie - Ernie Walker (Afl., A Collection of Eagles, 1973)
- Love, American Style televisieserie - Cop (Afl., Love and Lover's Lane, 1972)
- The Chicago Teddy Bears televisieserie - Lefty (Afl. onbekend, 1971)
- Tora! Tora! Tora! (1970) - English-language voice characterizations for multiple characters (Voice-over, niet op aftiteling)
- Room 222 televisieserie - Rol onbekend (Afl., The New Boy, 1970)
- Family Affair televisieserie - Hippie (Afl., Flower Power, 1969)
- The Flying Nun televisieserie - Policeman (Afl., Cast Your Bread Upon the Waters, 1969)
- The Flying Nun televisieserie - Manuel (Afl., Sister Lucky, 1968)
- Gomer Pyle, U.S.M.C. televisieserie - Effects Man (Afl., A Star Is Not Born, 1968)
- Get Smart televisieserie - Musician (Afl., The Impossible Mission, 1968)
- With Six You Get Eggroll (1968) - Jo Jo
- Garrison's Gorillas televisieserie - Tony (Afl., War and Crime, 1968)
- Death Valley Days televisieserie - Dick Gird (Afl., Silver Tombstone, 1967)
- Garrison's Gorillas televisieserie - Pablo (Afl., Black Market, 1967)
- Hondo televisieserie - Smithers (Afl., Hondo and the Gladiators, 1967)
- Hondo televisieserie - John-Choo (Afl., Hondo and the Hanging Town, 1967)
- Who's Minding the Mint? (1967) - Mario
- Out of Sight (1966) - Rol onbekend
- F Troop televisieserie - Standup Bull (Afl., Too Many Cooks Spoil the Troop, 1966)
- F Troop televisieserie - Geronimo's Friend (Afl., Our Hero--What's His Name, 1966)
- My Favorite Martian televisieserie - Fred (Afl., Virus M for Martian, 1966)
- The Andy Griffith Show televisieserie - Gracos (Afl., The Gypsies, 1966)
- Laredo televisieserie - First Indian (Afl., That's Norway, Thataway, 1966)
- I Dream of Jeannie televisieserie - Achmed (Afl., Get Me to Mecca on Time, 1966)
- The Lucy Show televisieserie - Rol onbekend (Afl., Lucy the Rain Goddess, 1966)
- Ride Beyond Vengeance (1966) - Pete
- Burke's Law televisieserie - Zava (Afl., A Very Important Russian Is Missing, 1965)
- Burke's Law televisieserie - Clinic Informant (Afl., Operation Long Shadow, 1965, niet op aftiteling)
- Gomer Pyle, U.S.M.C. televisieserie - Sergeant (Afl., Gomer Pyle, P.O.W., 1965)
- My Favorite Martian televisieserie - Avenue C Mob, 1965)
- Ben Casey televisieserie - Rol onbekend (Afl., Why Did the Day Go Backwards?, 1965)
- The Loved One (1965) - Waiter at English Club (Niet op aftiteling)
- The Greatest Story Ever Told (1965) - Thaddaeus
- My Three Sons televisieserie - Itchie (Afl., The Coffeehouse Set, 1964)
- Hazel televisieserie - Tony (Afl., Let's Get Away from It All, 1964)
- The Dick Van Dyke Show televisieserie - Delivery Boy (4 afl., 1961)
- The Rebel televisieserie - Rol onbekend (Afl., Two Weeks, 1961)
- Las Vegas Beat (televisiefilm, 1961) - Gopher
- The Rebel televisieserie - Theodore (Afl., Panic, 1959)
- No Time for Sergeants (1958) - Lt. Gardella (Co-Pilot, niet op aftiteling)
- Three Violent People (1957) - Pedro Ortega
- The 20th Century-Fox Hour televisieserie - Pablo (Afl., End of a Gun, 1957)
- Diane (1956) - Count Rilolfi's Squire (Niet op aftiteling)
- Kismet (1955) - Orange Merchant (Niet op aftiteling)
- Blackboard Jungle (1955) - Santini

- Bibliothèque nationale de France: cb14176396g (data)
- International Standard Name Identifier: 0000 0000 6311 0590
- Library of Congress Control Number: n90697733
- Nationale bibliotheek van Australië: 40128372
- Nationale Bibliotheek van Israël: 987007317351605171
- SNAC: w6j13g93
- Trove: 1443973
- Virtual International Authority File: 69139682
- WorldCat: E39PBJmTvmJ6HwdgtmBmQMkCcP